# Luiz Felipe Lampreia
Luiz Felipe Palmeira Lampreia GCSE • GCC • GCM (Rio de Janeiro, 19 de outubro de 1941 — Rio de Janeiro, 2 de fevereiro de 2016) foi um sociólogo e diplomata brasileiro.
Foi casada com Alda Carneiro Vital Brazil, neta do médico imunologista Vital Brazil, fundador do Instituto Butantan e pesquisador que criou o soro antiofídico. Casou-se com Lampreia no Rio de Janeiro em 13 de dezembro de 1963 com quem tem três filhas.

## Biografia
Filho de João Gracie Lampreia e Maria Carolina Palmeira Lampreia, graduado em sociologia pela Pontifícia Universidade Católica do Rio de Janeiro, em 1962. Ingressou no Instituto Rio Branco no mesmo ano. Foi nomeado terceiro-secretário em novembro de 1963, foi embaixador em Paramaribo (Suriname), em Lisboa (Portugal), e em Genebra (OMC e outros organismos internacionais).
A 22 de Dezembro de 1977 foi feito Comendador da Ordem do Infante D. Henrique e a 2 de Julho de 1991 foi elevado a Grã-Cruz da mesma Ordem de Portugal.
Foi Secretário Geral do Itamaraty (1992-1993) e Ministro das Relações Exteriores no governo Fernando Henrique Cardoso entre 1995 e 2001.
Em março de 1995, Lampreia foi condecorado por FHC com a Ordem do Mérito Militar em seu grau máximo, a Grã-Cruz especial. A 4 de Outubro de 1995 foi agraciado com a Grã-Cruz da Ordem Militar de Cristo, a 18 de Agosto de 1997 foi agraciado com a Grã-Cruz da Ordem Militar de Sant'Iago da Espada e a 14 de Março de 2000 foi agraciado com a Grã-Cruz da Ordem do Mérito de Portugal.
Era também professor associado de Relações Internacionais da ESPM-Rio.
Foi também presidente do Conselho de Relações Internacionais da Federação das Indústrias do Estado do Rio de Janeiro (FIRJAN). Além disso, foi membro dos conselhos de várias empresas internacionais de consultoria em planejamento estratégico, como  McLarty Associates e Oxford Analytica, empresas industriais, como Partex Oil and Gas, Souza Cruz e Coca-Cola, e do banco português Caixa Geral de Depósitos.
Lampreia mantinha um blog sobre Política Internacional na página de O Globo.
Morreu no dia 2 de fevereiro de 2016, depois de sofrer uma parada cardíaca, um mês depois de ter alta do Hospital Samaritano, no Rio. Ele havia sido internado para tratar um tumor de pulmão. Deixou três filhas: Helena, Inês e Teresa Lampreia e uma neta Maria Carolina Lampreia Matarazzo.